# Liu Li
Liu Li, född 12 mars 1971, är en friidrottare från Kina. Hon deltog vid olympiska sommarspelen 1992.